# Aloe lavranosii
Aloe lavranosii ist eine Pflanzenart der Gattung der Aloen in der Unterfamilie der Affodillgewächse (Asphodeloideae). Das Artepitheton lavranosii ehrt den griechischen Versicherungsvertreter und Botaniker John Jacob Lavranos.

## Beschreibung

### Vegetative Merkmale
Aloe lavranosii wächst in der Regel stammlos, ist einfach oder bildet kleine Gruppen. Die 10 bis 24 aufsteigend-ausgebreiteten, deltoid-spitzen Laubblätter bilden eine dichte Rosette. Die trüb grüne, bräunlich überhauchte Blattspreite ist 30 bis 60 Zentimeter lang und 8 bis 15 Zentimeter breit. Die spitzen, deltoiden Zähne am knorpeligen Blattrand sind 2 bis 3 Millimeter lang und stehen 6 bis 30 Millimeter voneinander entfernt.

### Blütenstände und Blüten
Der Blütenstand weist bis zu 15 Zweige auf und erreicht eine Länge von bis zu 140 Zentimeter. Die Zweige sind nochmals verzweigt. Die ziemlich dichten, zylindrisch-konischen Trauben sind bis zu 35 Zentimeter lang. Die deltoiden Brakteen weisen eine Länge von 8 bis 10 Millimeter auf und sind 3 bis 6 Millimeter breit. Die roten oder gelben, behaarten Blüten stehen an 8 Millimeter langen Blütenstielen und sind 30 bis 33 Millimeter lang. Auf Höhe des Fruchtknotens weisen die Blüten einen Durchmesser von 7 bis 8 Millimeter auf. Ihre äußeren Perigonblätter sind auf einer Länge von 10 bis 13 Millimetern nicht miteinander verwachsen. Die Staubblätter und der Griffel ragen 3 bis 4 Millimeter aus der Blüte heraus.

## Systematik und Verbreitung
Aloe lavranosii ist in Jemen auf Schluffebenen und niedrigen Felsvorkommen in Höhen von 800 bis 1400 Metern verbreitet.
Die Erstbeschreibung durch Gilbert Westacott Reynolds wurde 1964 veröffentlicht.
Synonyme sind: Aloe doei Lavranos (1965), Aloe doei var. lavranosii Marn.-Lap. (1970) und Aloe splendens Lavranos (1965).

## Nachweise